# Висток
Висток (пол. Wystok) — село в Польщі, у гміні Тожим Суленцинського повіту Любуського воєводства.
Населення — 132 особи (2011).
У 1975-1998 роках село належало до Зеленогурського воєводства.

## Демографія
Демографічна структура станом на 31 березня 2011 року:
|          | Загалом | Допрацездатний вік | Працездатний вік | Постпрацездатний вік |
| -------- | ------- | ------------------ | ---------------- | -------------------- |
| Чоловіки | 66      | 14                 | 46               | 6                    |
| Жінки    | 66      | 20                 | 33               | 13                   |
| Разом    | 132     | 34                 | 79               | 19                   |